# RMS Laconia (1921)
El RMS Laconia fue un transatlántico británico construido en 1921 para la naviera Cunard Line. 
A principios de la Segunda Guerra Mundial, fue requisado por la Marina Real británica, que lo operó hasta que, el 12 de septiembre de 1942, fue torpedeado y hundido por el submarino alemán U-156, en el contexto de la batalla del Atlántico. 

## Historia
El Laconia fue concebido por la Cunard Line para el transporte de pasajeros y carga refrigerada, contando con 309 222 m³ de cámaras especiales para albergar dicha mercancía. Botado en 1921, sirvió en las rutas orientales entre Inglaterra, el Canal de Suez, Canadá y los Estados Unidos. En 1934, tuvo un incidente al colisionar con un carguero norteamericano en aguas fuera de Nueva York, que significó para la empresa varios meses de reparaciones, hasta su vuelta al servicio en 1935.
El 5 de septiembre de 1939 fue requisado por la Marina Real para ser transformado en un buque mercante armado destinado al transporte de prisioneros y soldados, siendo fuertemente artillado con catorce piezas de 110 mm.

### Hundimiento
En la tarde del 12 de septiembre de 1942, el U-156 señala un navío cuyos humos han sido advertidos en el horizonte hace varias horas. Era el Laconia, que navegaba en solitario y rápido. Pronto se ve que posee una cubierta de paseo, signo característico de que se trata de un buque mixto que transporta carga y pasaje.
A las 21:00, el U-156 emergió para atacar en superficie, amparándose en la oscuridad. Dos torpedos fueron disparados de los tubos I y III de proa. Los torpedos estallaron en el casco del navío y en instantes el buque queda envuelto en llamas. El Laconia comenzó a trasmitir en la frecuencia de 600 metros el S.O.S. Emite el siguiente mensaje:

"S.S.S...S.S.S.... Laconia torpedeado... Laconia torpedeado... S.S.S. Laconia"
Mensaje de S.S.S., radiado por el Laconia, la tarde del 12 de septiembre de 1942, el S,S,S fue utilizado por los buques aliados, indicando a los barcos que acudían en socorro, con la sustitución de la "O" por la "S", que había submarinos enemigos en la zona

El Laconia, luego del impacto, escoró fuertemente en una de sus bandas. Se prepararon las embarcaciones de emergencia. El U-156 se aproxima prudentemente y no tarda en divisar a los primeros náufragos. El capitán del U-Boot, Werner Hartenstein, se conmueve al comprobar que el buque señalado transporta mujeres y niños. Decide emerger y ayudar a rescatar a los náufragos.
Subidos a bordo del submarino, uno de ellos, que habla alemán, explica que a bordo del Laconia se encontraban de 1400 a 1800 prisioneros de guerra italianos. Los soldados polacos que los custodiaban no habían abierto sus compartimientos después de la explosión del torpedo. Algunos centenares de italianos, a pesar de ello, lograron escapar y alcanzar las embarcaciones de rescate, pero fueron ametrallados e impedidos de salvar la vida. Aun así, consiguieron nadar y subir a bordo del submarino alemán cerca de cien hombres de esa nacionalidad.
En ese momento, el Laconia tenía una tripulación de 463 hombres y transportaba además 268 soldados con permiso, en ruta al Reino Unido, así como 80 mujeres y niños. Los marinos alemanes cuentan veintidós embarcaciones de salvamento. Era imposible calcular el número de hombres que se agitan en el agua pidiendo auxilio. Werner Hartenstein decide enviar un angustioso mensaje al OKW alemán.
En la noche del 12 al 13 de septiembre llega al Cuartel General del comandante supremo de los submarinos, en Francia, el telegrama siguiente:

"Hartenstein ha hundido al inglés Laconia en 7721. Desgraciadamente, transportaba 1.500 prisioneros de guerra italianos. Ha sacado del agua, hasta ahora, noventa. Solicita instrucciones."

Despertado el almirante Dönitz, envía órdenes a los submarinos que se encuentran en las inmediaciones; el mensaje dice:

"Schacht, Grupo Elsbär, Würdemann, Wilamowitz, reúnanse inmediatamente Hartenstein en 7721 para ayudarle a salvar los náufragos. ¡Rápido!"
Mensaje a los submarinos de la zona del almirante Karl Dönitz

Entretanto, el submarino de Hartenstein maniobra en medio de un mar lleno de restos del naufragio. Hasta donde alcanza la vista, el mar hormiguea de hombres que nadan. Los marineros alemanes izan a cubierta a cuantos pueden recoger. Toda la noche y el día siguiente transcurre así. El submarino alemán se encuentra lleno al cabo de algunas horas. Ha recogido 193 personas y aún hay más en el agua, pero ya no tienen cabida a bordo de la cubierta del submarino.
Mientras tanto en el Cuartel General de submarinos, Dönitz no oculta su inquietud por haber reunido a sus submarinos hacia peligros desconocidos en que quedaban expuestos a ataques enemigos. El almirante alemán vuelve a trasmitir recomendaciones:

"No comprometan en ningún caso la seguridad de sus buques. Los submarinos deben estar dispuestos para sumergirse en todo momento. Los submarinos, incluso el de Hartenstein, no embarcarán más que un número de náufragos que no pueda comprometer su capacidad de maniobra en inmersión"
Aclaración al primer mensaje del almirante Karl Dönitz.

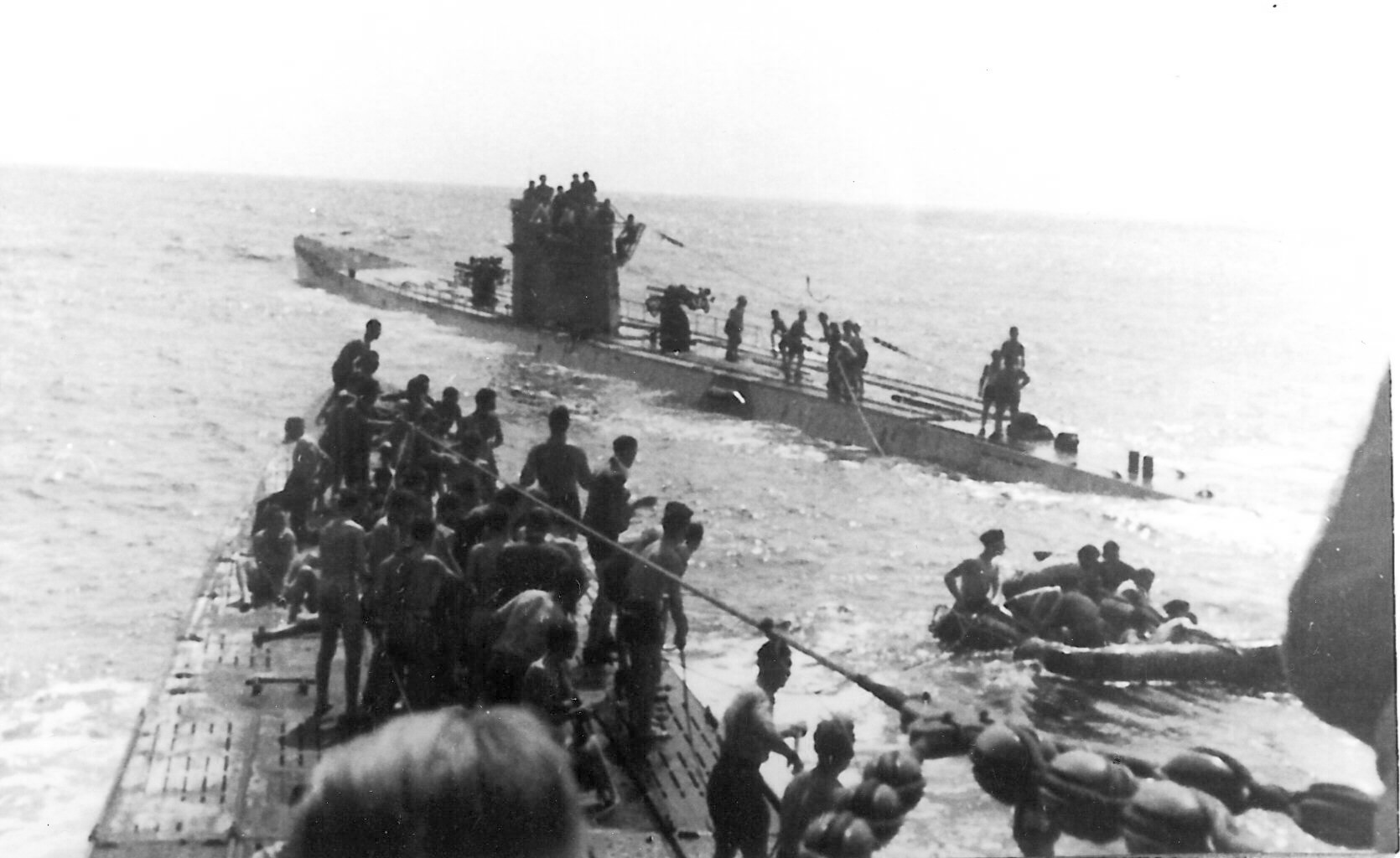
El U-156 rescata a los náufragos del Laconia.

Pero ya el BdU se ha puesto en contacto con el Almirantazgo francés para que un crucero y otros buques rápidos sean enviados desde Bingerville y Dakar, a fin de salvar el mayor número de personas posible. Tres U-Boot, U-156, U-506 y U-507, se hallan repletos de náufragos y además remolcan cuatro o cinco embarcaciones de salvamento cada uno. Se dirigen hacia el punto de encuentro acordado con los franceses. Desde el día siguiente al torpedeo del Laconia, el teniente de navío Hartenstein ha hecho radiar repetidamente el mensaje: 

"No atacaré a ninguno de los navíos que acudan en socorro de los náufragos del Laconia, a condición de que yo mismo no sea atacado por buques ni aviones. Submarino alemán"
Trasmisión del U-Boot U-156 tras el torpedeo del Laconia

Un buque desconocido no responde a la invitación del submarino. 
El 16 de septiembre de 1942 a las 11:25, cuando el U-156 acababa de reunir a las cuatro embarcaciones de salvamento que había perdido en el curso de la noche, apareció un avión B-24 Liberator, que a la vista de la bandera de la Cruz Roja se alejó, luego de realizar varios vuelos rasantes sobre la nave alemana. Hartenstein le hace señales de que necesita ayuda. El piloto James Harden comunica la situación a su base en la isla Ascensión. El oficial de servicio, Robert Richardson, le contesta: "Sink sub" (hunda el submarino). Después de media hora, el Liberator, en vuelo rasante a 800 m sobre el submarino, deja caer sus bombas en medio de las embarcaciones de salvamento: una de ellas tocada directamente zozobra. Docenas de británicos e italianos desaparecen bajo el agua. Dos bombas más con explosión retardada estallan bajo el submarino, cuyo comandante monta en cólera. Así, da orden de desembarcar a los náufragos y abandonarlos en el mar. El U-156 salió bien parado del bombardeo aéreo, pero con daños menores.
Al día siguiente, el incidente se repite con otro submarino con náufragos a bordo en la zona, aún a la vista de la insignia de la Cruz Roja; ello determinará la futura actitud de los submarinos alemanes de abandonar a los náufragos de los futuros ataques. El 17 de septiembre de 1942, el almirante Karl Dönitz trasmite a sus submarinos: 

Es completamente desatinado creer que el enemigo puede respetar a los submarinos alemanes en cualquier forma, bajo el pretexto de que aquéllos salven a sus propios hombres..."

Finaliza el mensaje con la prohibición de proceder a las operaciones de salvamento.
Con respecto a los náufragos del Laconia, de los 811 hombres que el transatlántico transportaba, fueron salvados 800. De los 1800 italianos perecieron 1400. 
En cuanto a los tres submarinos que participaron en las tareas de rescate, todos ellos fueron destruidos por las bombas en el curso de su siguiente crucero.

## En la ficción

### Miniserie
La cadena de televisión británica BBC2 emitió por primera vez, un telefilm "The Sinking of the Laconia" en dos partes durante los días 6 y 7 de enero de 2011. La dramatización se tituló "Laconia, el hundimiento".